# Ling Ling (panda, 1985)
Pour le panda géant offert aux États-Unis en 1972, voir Ling-Ling.
Pour les articles homonymes, voir Ling.
Ling Ling (陵陵, 5 septembre 1985 - 30 avril 2008) était un panda géant mâle qui résidait au zoo d'Ueno, le plus grand zoo de Tokyo, au Japon. Au moment de sa mort à l'âge de 22 ans, Ling Ling était le seul panda géant du zoo d'Ueno et le plus vieux panda du Japon,. Il servit de symbole important du zoo d'Ueno et de l'amitié entre le Japon et la Chine. Ling Ling, qui a été donné au Japon en 1992, était le seul panda géant du pays appartenant directement au Japon. Huit autres pandas géants résident encore au Japon en avril 2008, mais ceux-ci sont tous prêtés par la Chine. Bien qu'étant un panda mâle, le nom de Ling Ling signifiait « petite fille chérie » en chinois.

## Premières années et la vie au zoo
Ling Ling est né au zoo de Pékin en Chine, le 5 septembre 1985. Il fut donné au Japon et rejoignit le zoo d'Ueno en novembre 1992 en échange d'un panda né au Japon. L'échange de panda de 1992, entre la Chine et le Japon, souvent appelé diplomatie du panda, eut lieu pour commémorer le 20e anniversaire de la normalisation des relations bilatérales sino-japonaises en 1972. Il resta l'une des attractions les plus populaires du zoo d'Ueno pendant plus de 15 ans.
Le zoo d'Ueno jumela Ling Ling avec une femelle panda nommée Tong Tong. Les deux pandas devinrent partenaires, mais ne purent se reproduire avec succès. Tong Tong mourut en 2000, laissant Ling Ling comme le seul panda géant du zoo d'Ueno. Le zoo avait tenté en vain d'élever Ling Ling avec d'autres pandas depuis 2001 en utilisant l'insémination artificielle. Ling Ling fut même envoyé du Japon au Mexique à trois reprises pour tenter de l'accoupler avec d'autres pandas.

## Mort
La santé de Ling Ling commença à se détériorer en août 2007 en raison de la vieillesse, avec des symptômes tels qu'une perte de force et d'appétit,. Il prenait des médicaments depuis septembre 2007 pour ses maux dont des problèmes cardiaques et rénaux. Il fut retiré de l'exposition publique au zoo le 29 avril 2008, au début de la saison des fêtes de la Golden Week du zoo. Le zoo expliqua le retrait de l'exposition de Ling Ling afin de subir des soins intensifs.
Malgré les traitements, Ling Ling est mort au zoo d'Ueno vers 2 heures du matin le 30 avril 2008, juste un jour après avoir été retiré de l'exposition publique. Une autopsie révéla le décès d'une insuffisance cardiaque. Il avait 22 ans, 7 mois et 5 jours, ce qui équivaut à peu près à 70 ans pour un humain,. Selon le zoo d'Ueno, Ling Ling était le plus vieux panda du Japon, ainsi que le cinquième plus ancien panda mâle captif connu au monde au moment de sa mort,. Le portrait et la nourriture préférée de Ling Ling, les pousses de bambou, furent exposés dans sa cage après sa mort. Les visiteurs du zoo laissèrent des bouquets de fleurs et signèrent des registres de condoléances.

## Héritage
La mort de Ling Ling laissa le zoo d'Ueno sans panda géant résident pour la première fois en 36 ans; depuis octobre 1972 lorsque deux pandas, Kang Kang et Lan Lan, furent remis au zoo pour marquer la normalisation des relations bilatérales entre le Japon et la Chine,,. Le zoo d'Ueno craignait une baisse de son nombre de visiteurs en raison de la perte de Ling Ling. Environ 3,5 millions de personnes visitent le zoo chaque année, dont environ 40 000 personnes par jour les jours fériés et les week-ends. Cependant, de nombreux visiteurs vinrent spécifiquement pour voir Ling Ling et d'autres attractions liées aux pandas. Le zoo d'Ueno consulta le ministère japonais des Affaires étrangères pour obtenir un nouveau panda de Chine.
Ling Ling était le seul panda géant au Japon qui appartenait directement au gouvernement ou à une institution japonaise. Il existe encore huit autres pandas dans tout le Japon,. Cependant, chacun de ces huit pandas restants est actuellement prêté par la Chine et n'appartient pas à des Japonais. Six des pandas chinois sont actuellement hébergés à Adventure World, qui est situé à Shirahama, dans la préfecture de Wakayama, tandis que deux autres pandas résident au zoo municipal d'Oji de Kobe.
Le Premier ministre japonais Yasuo Fukuda demanda au président chinois Hu Jintao deux autres pandas après la mort de Ling Ling.
La mort de Ling Ling en avril 2008 marqua la deuxième mort très médiatisée d'un panda captif « âgé » en moins d'un mois. Le 2 avril 2008, Taotao, le plus vieux panda géant en captivité en Chine, est également mort au zoo de Jinan à l'âge de 36 ans.